# Priesterbroederschap van Sint-Pieter
De Priesterbroederschap van Sint-Pieter, ook Petrusbroederschap genoemd (Fraternitas Sacerdotalis Sancti Petri, FSSP), is een klerikaal, apostolisch genootschap naar pauselijk recht dat in Zwitserland gesticht werd op 18 juli 1988. Het is een priestergenootschap dat de Heilige Mis opdraagt in de traditionele vorm en de voornaamste congregatie binnen het katholiek traditionalisme.

## Geschiedenis
Op 5 mei 1988 tekende de stichter van de Priesterbroederschap Sint Pius X (FSSPX), mgr. Marcel Lefebvre uit Frankrijk, een protocol waarover paus Johannes Paulus II op 9 juni 1988 schreef dat de bereikte oplossingen "de Priesterbroederschap Pius X toelieten in de Kerk, en in gemeenschap met de Opperherder - de behouder van de eenheid in de waarheid -, te staan en te werken. Van zijn kant had de Heilige Stoel in deze gesprekken met u maar één doel: deze eenheid in de gehoorzaamheid aan de goddelijke Openbaring te bevorderen en te behartigen". Toen Lefebvre op 30 juni 1988 echter zonder de toestemming van de paus vier bisschoppen wijdde (later, in 1991, hebben drie van deze vier bisschoppen nog een vijfde bisschop, mgr. Rangel uit Campos, gewijd), voltrok zich hierdoor volgens de Heilige Stoel een "schismatieke daad" binnen de Katholieke Kerk, ook al kwam er geen formeel geconsummeerd schisma tot stand. Toen deze onwettige bisschopswijdingen plaatsgevonden hadden, wilde een groep van drie priesters en negen seminaristen niet in deze schismatieke daad meegaan en kwamen in Oostenrijk bijeen. Na overleg met het Vaticaan werd op 18 juli van hetzelfde jaar de Priesterbroederschap Sint-Pieter (FSSP) opgericht. Op 18 en 19 juli vergaderde in het Zwitserse Hauterive, nabij Fribourg, het eerste generaal kapittel van de nieuwe broederschap. Twaalf priesters en dertien seminaristen namen eraan deel. Z.E.H. (=Zijne Eerwaarde Heer) Josef Bisig uit Zwitserland, de voormalige rector van het Herz-Jesu Seminar (FSSPX) in Zaitzkofen, werd de eerste generaal-overste.
Door de priesters worden de liturgische boeken gebruikt die in het jaar 1962 geldig en in gebruik waren, dat wil zeggen: Missale, Rituale, Pontificale en Brevarium romanum. Zij dragen dus de Heilige Mis op in de buitengewone vorm van de Romeinse ritus (de zogenaamde Tridentijnse ritus, oude Latijnse ritus of oude mis). Tot 14 september 2007, datum waarop het motu proprio Summorum Pontificum van kracht werd, werd de Tridentijnse Heilige Mis opgedragen bij wijze van indult, met toestemming van de lokale bisschoppen en dispensatie van het Vaticaan (=Indultmis).
Op 29 juni 2003 werden de constituties van de broederschap door de Heilige Stoel goedgekeurd.
In maart 2008 kreeg de Petrusbroederschap toestemming om een personele parochie op te richten in Rome.

## Generaal-oversten
- Pater Josef Bisig: (1988-2000)
- Pater Arnaud Devillers: (2000-2006)
- Pater John Berg: (2006-2018)
- Pater Andrzej Komorowski: (sinds 9 juli 2018)

Z.E.H. Josef Bisig, de voormalige rector van het Herz-Jesu Seminar (FSSPX) in Zaitzkofen, werd door Rome tot eerste generaal-overste benoemd. Na twee termijnen werd in 2000 door hen een nieuwe generaal-overste, Zeereerwaarde Heer Arnaud Devillers uit Frankrijk, aangesteld. Men had bezwaar tegen nog een derde termijn van zes jaar voor pater Bisig. Op 7 juli 2006 werd deze dan ook opgevolgd door de Amerikaan Zeereerwaarde Heer Dr. John Berg FSSP, die tijdens het generaal kapittel tot nieuwe overste verkozen was. Op 9 juli 2018 werd Berg op zijn beurt afgelost door de Pool P. Andrzej Komorowski.

## FSSP anno 2024
De FSSP is anno 2024 aanwezig in 146 bisdommen, verspreid over meer dan 20 landen. Ze telt 368 priesters, 22 diakens en 179 seminaristen, met een gemiddelde leeftijd van 39 jaar.
De FSSP heeft seminaries in Wigratzbad (bisdom Augsburg, Duitsland) en Denton (Nebraska, Verenigde Staten) en hun priesters zijn werkzaam in onder meer Frankrijk, Duitsland, Zwitserland, Oostenrijk, België, Nederland, Italië, de Verenigde Staten (sinds 1992), Australië, Canada (sinds 1995), Groot-Brittannië, Nigeria, Polen en Colombia. 
In Nederland zijn er twee vaste miscentra: Amsterdam (de Sint-Agneskerk in Oud-Zuid) en vanaf 2025 Lobith (Heilige Maria Onbevlekt Ontvangen Kerk). Ook verzorgt de FSSP periodiek Tridentijnse missen in de Sint Jacobus de Meerderekerk in Den Haag. In België worden anno 2020 miscentra in Brussel, Luik en Namen geheel door de FSSP verzorgd.